# Abacetus confinis
Abacetus confinis es una especie de escarabajo terrestre de la subfamilia Pterostichinae.  Fue descrito por Boheman en 1848. 